# Toco (Teksas)
Toco je grad u američkoj saveznoj državi Teksas. Prema popisu stanovništva iz 2010. u njemu je živjelo 75 stanovnika.